# Telegrafgränd

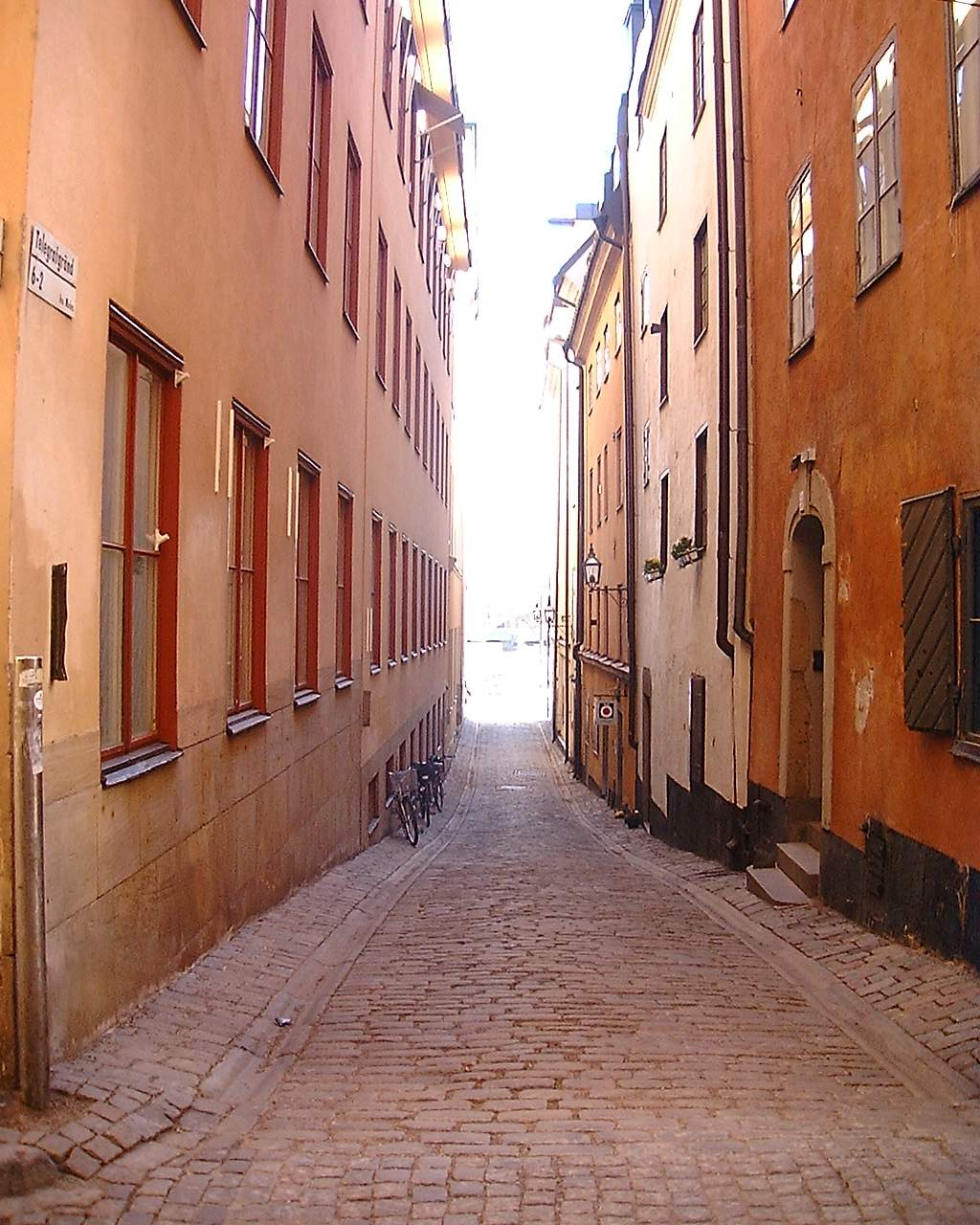
Telegrafgränd mot öst

Telegrafgränd är en gata i Gamla stan i Stockholm. Den fick sitt nuvarande namn 1876 efter Stockholms telegrafstation som uppfördes 1869 i kvarteret Æolus.
Gränden hade många skiftande namn. 1502 var det en gränd i den medeltida stadsdelen Våmbefjärdingen och kallades efter en skeppare Lindvid för Lindhwidz grend. År 1689 omtalas gränden som Salt Compagnie gränden (Saltkompanigränden) efter det packhus, Saltkompaniets hus, som Västerviks skeppskompani (även kallat Stora Saltkompaniet) lät uppföra 1647 i kvarteret Æolus mot Skeppsbron.
I och med tillkomsten av Stockholms telegrafstation begärde några företagare i området att gränden skulle kallas "Telegrafgränd", de ansåg att ordet "Saltkompanigränd" var "lång, tung att uttala samt svårt att bibehålla i minnet", dessutom fanns en förväxlingsrisk med Saltmästaregränden (nuvarande Gåsgränd). Stockholms stadsfullmäktige hade inga synpunkter mot förslaget. 1953 gjorde Hembygdsföreningen Gamla stan ett fruktlös försök att återuppliva namnet "Saltkompanigränd".